# Arancini
Arancini su slastica od narančine kore.

## Priprema
Izrađuju se od kore naranče, pa je jako bitno da naranče budu domaće, poznatog porijekla, tj. nešpricane. Nakon guljenja naranče, kora se ostavlja potpuno pomočena u vodi 5-6 dana, uz mijenjanje vode 2 puta dnevno. 
Nakon isteka 5 ili 6 dana, korice se ostavljaju, da se ocijede, a zatim se vagaju. Korice se zatim režu na duguljaste štapiće (rezance) od oko 5 mm širine, te se stavljaju u vodu i kuhaju. U vodu se dodaje šećer (u jednakoj količini kao i korice) i kuha, dok tekućina ne ispari.
Nakon kuhanja, još vruće korice se ostavljaju na papiru za pečenje, koji je posut dodatnim količinama šećera. Korice se zatim uvaljaju u šećer, te se ostavljaju da se suše 2-3 dana.

## Vanjske poveznice
|  | Zajednički poslužitelj ima još gradiva o temi Kandirano voće |

- Coolinarika: Arancini